# La Chaîne brisée (film, 1922)
Pour l’article homonyme, voir La Chaîne brisée.

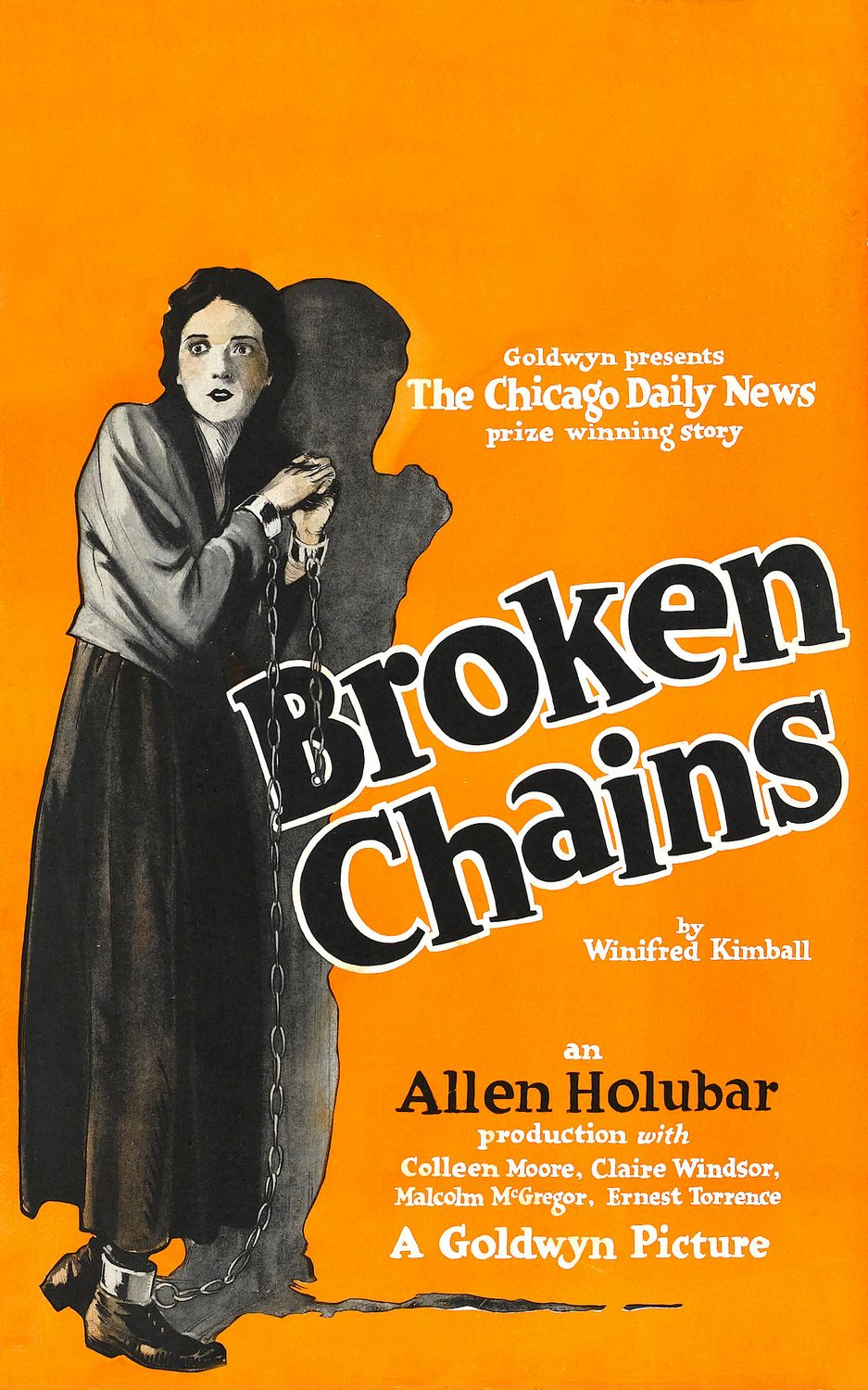
Affiche du film

La Chaîne brisée (Broken Chains) est un film américain réalisé par Allen Holubar et sorti en 1922. Ce film marque la fin du contrat de Colleen Moore avec Goldwyn.

## Synopsis
Le riche Peter Wyndham s'avère impuissant à empêcher le vol des bijoux d'Hortense Allen. Un majordome est tué au cours du vol et horrifié par sa propre lâcheté, Peter part pour l'Ouest, où il travaille dans la scierie de son père. Un jour, il fait la rencontre de Mercy Boone, femme mal mariée à Boyan, un chef de bande sans cœur. Tous deux s'éprennent l'un de l'autre et Peter, parvenant à combattre sa propre couardise, se montrera cette fois à la hauteur. Il affrontera l'affreux Boyan et sauvera Mercy de ses griffes.

## Fiche technique
- Titre original : Broken Chains
- Réalisation : Allen Holubar
- Scénario : Carey Wilson, d'après la nouvelle homonyme de Winifred Kimball
- Intertitres et script doctor : Tay Garnett
- Photographie : Byron Haskin
- Production : Samuel Goldwyn
- Société de production : Goldwyn Pictures Corporation
- Société de distribution : Goldwyn Distributing Company
- Pays de production : États-Unis
- Genre : drame
- Durée : 70 minutes
- Date de sortie : 10 décembre 1922

## Distribution
- Malcolm McGregor : Peter Wyndham
- Colleen Moore : Mercy Boone
- Ernest Torrence : Boyan Boone
- Claire Windsor : Hortense Allen
- James Marcus : Pat Mulcahy
- Beryl Mercer : Mrs Mulcahy
- William Orlamond : Slog Sallee

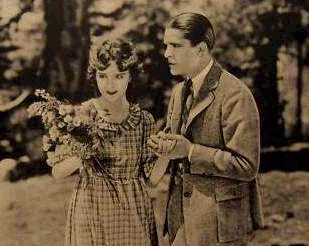
Scène du film.

- Gerald Pring : la majordome d'Hortense
- Edward Peil Sr. : le cambrioleur
- Leo Willis : Gus